# Mariusz Syguła
Mariusz Syguła (ur. 28 grudnia 1982 roku) – polski siatkarz, grający na pozycji rozgrywającego. Swoje pierwsze kroki rozpoczynał w będzińskim klubie RKS Grodziec, który po likwidacji w 1999 roku zawodnicy zostali przeniesieni do MOSu Będzin.
Ma dwóch braci, Zbigniewa i Dariusza, z którymi grał klubie.
W MOS Będzin grał do 2003 r. i przeniósł się do NKS Nysa, gdzie zadebiutował w Polskiej Lidze Siatkówki. Z nyskim zespołem w tych rozgrywkach uczestniczył w sezonie 2003/2004, zajmując 7. miejsce. Kolejne dwie edycje spędził w Polskiej Energii Sosnowiec. Potem występował na parkietach I-ligowych broniąc barw: Jokera Piła, Energetyka Jaworzno, Wandy Kraków i w sezonie 2012/13 MKS Banimex Będzin, gdzie grał u boku swojego brata - Dariusza Syguły na tej samej pozycji.
Po rewolucji kadrowej w Będzinie, znalazł miejsce w III-ligowym Płomieniu Sosnowiec, z którym awansował do wyższej ligi, ale w II lidze będzie grał w zespole Energetyk Jaworzno.